# Karl Mayet
Karl (Carl) Mayet (11 d'agost de 1810, Berlín – 18 de maig de 1868, Stettin (actualment Szczecin) fou un jugador d'escacs alemany, d'ascendència hugonot. Advocat i magistrat de professió, fou un dels membres del grup Plèiades de Berlín a la primera meitat del segle xix.
|  |

## Resultats destacats en competició
Mayet va començar a jugar a bon nivell a partir de 1839, quan va derrotar en Jozsef Szen en un matx per (+3 -2 =1). El 1845, va empatar un matx contra August Mongredien per (+3 -3 =0). El 1847, va derrotar A. von der Goltz (+14 -9 =1), però després va perdre contra el seu cosí Wilhelm Hanstein (+5 -12 =1). El 1848, va perdre un matx contra Daniel Harrwitz (+2 -5 =2). Fou un dels participants al Torneig d'escacs de Londres de 1851, tot i que va ser eliminat en la 1a ronda, en perdre contra Hugh Alexander Kennedy amb dues derrotes. El 1851, va perdre un matx contra Adolf Anderssen a Berlín amb quatre derrotes. El 1852, va perdre contra Frederic Deacon (+2 -5 =0).
El 1853, va ocupar el tercer lloc al primer Campionat de Berlín no oficial, darrere de Jean Dufresne i Max Lange. El mateix any, va perdre un matx contra Dufresne (+5 -7 =0). El 1855, va perdre contra Anderssen (+6 -14 =1). El 1856, va perdre davant T. Wiegelmann (+2 -4) al torneig eliminatori de Berlín. El 1859, va perdre un matx contra Anderssen (+1 -7). El 1865, va perdre novament contra Anderssen (+2 -5 =1). El 1866, va perdre contra Gustav Neumann (+0 -6 =1).

## Teòric dels escacs
La teoria dels escacs es va veure enriquida per les partides de Mayet contra Daniel Harrwitz, en les quals hi va introduir per primer cop algunes maniobres noves. A més, el 1847, Mayet fou un dels investigadors que promocionaren la defensa berlinesa i el potencial pertorbador del cavall berlinès (el cavall negre de f6). El 1848, jugà la primera partida en què es veié la Trampa de l'elefant. A més, tenia tendència a buscar posicions amb desequilibri de material, especialment entregant la dama a canvi de material divers.